# 4인의 프로페셔널
《4인의 프로페셔널》(영어: The Professionals)은 미국에서 제작된 1966년 서부 액션 영화이다. 리처드 브룩스가 연출, 각본, 제작을 맡고, 버트 랭커스터, 리 마빈, 로버트 라이언, 우디 스트로드 등이 출연하였다.
이 영화는 평단으로부터 열광적인 반응을 얻었으며, 1967년 제39회 아카데미상에서 감독상 등 세 개 부문 후보에 올랐다.

## 줄거리
멕시코 혁명 말기 미국의 부유한 목장주 J. W. 그랜트는 혁명 지도자였다가 산적이 된 헤수스 라사에게 납치된 아내 마리아를 구출하기 위해 각 분야의 전문가 네 명을 소집한다. 고용된 이들은 무기 전문가 리코 파던, 폭발물 전문가 빌 돌워스, 말 조련사 핸스 에런가드, 그리고 활과 화살에 능숙한 아파치 정찰병 제이크 샤프이다. 과거 판초 비야 밑에서 함께 싸웠던 파던과 돌워스는 라사를 군인으로서 존경하지만, 냉철한 전문가로서 그를 죽이기를 망설이지 않는다.
멕시코에 진입한 이들은 라사의 부대가 정부군 열차를 습격하는 것을 목격하고, 라사의 군이 떠난 뒤 열차 안에서 재정비에 들어간다. 밤이 되자 이들은 캠프에 침투하고, 파던은 라사의 침실에서 마리아가 자진해서 라사와 사랑을 나누려고 하는 모습을 보고 충격을 받는다. 돌워스는 “우리가 속았다”고 결론짓는다. 이들은 마리아를 열차로 데려오지만 라사의 부대가 열차를 장악하면서 총격전이 벌어진다. 협곡 지대로 피신한 이들은 마리아로부터 그녀가 원래 라사의 연인이었으나 그랜트에게 팔려 강제로 결혼했다가 그랜트에게서 도망쳐 라사에게 돌아온 것이라는 진실을 듣게 된다.
다음 날 마리아는 라사에게 돌아가려 하지만 돌워스가 협곡을 막아 이를 저지한다. 라사 일행이 접근해 오자 돌워스는 동료들의 탈출을 돕기 위해 뒤에 남겠다고 자원한다. 격렬한 싸움 끝에 라사는 부상을 입고 포로로 잡히고, 돌워스는 옛 연인이며 라사의 부대원인 치키타와 대결 끝에 치키타에게 총을 맞춘다. 치키타는 죽어 가면서 돌워스에게 총을 쏘지만 마침 총알이 떨어져 그를 죽이지 못한다.
미국 국경에서 그랜트와 그의 부하들은 라사와 마리아를 확보한 전문가들을 맞이하고, 그랜트는 라사를 죽이려 한다. 그러나 돌워스는 총을 쏘아 그랜트의 부하를 막고, 동료들과 함께 마리아와 부상당한 라사를 보호한다. 전문가들은 라사를 마차 뒤에 태운 뒤 마리아에게 마차를 몰게 하여 두 연인을 멕시코로 돌려보낸다. 그랜트가 파던에게 “후레자식”이라고 욕설을 퍼붓자 파던은 “예, 제 경우야 타고난 팔자가 사나워서 그렇게 됐지만, 당신은 스스로 자초한 거죠”라고 응수한다. 전문가들은 마차를 따라 멕시코 국경을 넘어간다.

## 출연진
- 버트 랭커스터 - 빌 돌워스 역
- 리 마빈 - 헨리 리코 파던 역
- 클라우디아 카르디날레 - 마리아 그랜트 역
- 로버트 라이언 - 핸스 에런가드 역
- 우디 스트로드 - 제이크 샤프 역
- 잭 팰런스 - 헤수스 라사 역
- 랠프 벨러미 - 조 그랜트 역
- 조 더샌티스 - 오르테가 역

## 기타 제작진
- 미술: 에드워드 S. 하워스

## 우리말 녹음
MBC 성우진 (1991년 2월 14일)
- 김관철 - 돌워스(버트 랭커스터)
- 김기현 - 파던(리 마빈)
- 황일청 - 에런가드(로버트 라이언)
- 이우신 - 제이크(우디 스트로드)
- 한규희 - 라사(잭 팰런스)
- 송도영 - 마리아(클라우디아 카르디날레)